# مقاطعة ماكليود (مينيسوتا)
مقاطعة ماكليود (بالإنجليزية: Martin County)‏ هي إحدى مقاطعات ولاية مينيسوتا في الولايات المتحدة الأمريكية.